# 安薩爾多
安薩爾多（Ansaldo）是一家曾存在於1853至1993年之間的義大利工程公司，專精於船隻、飛機、火車等各類交通工具與運輸系統的開發製造。

## 歷史

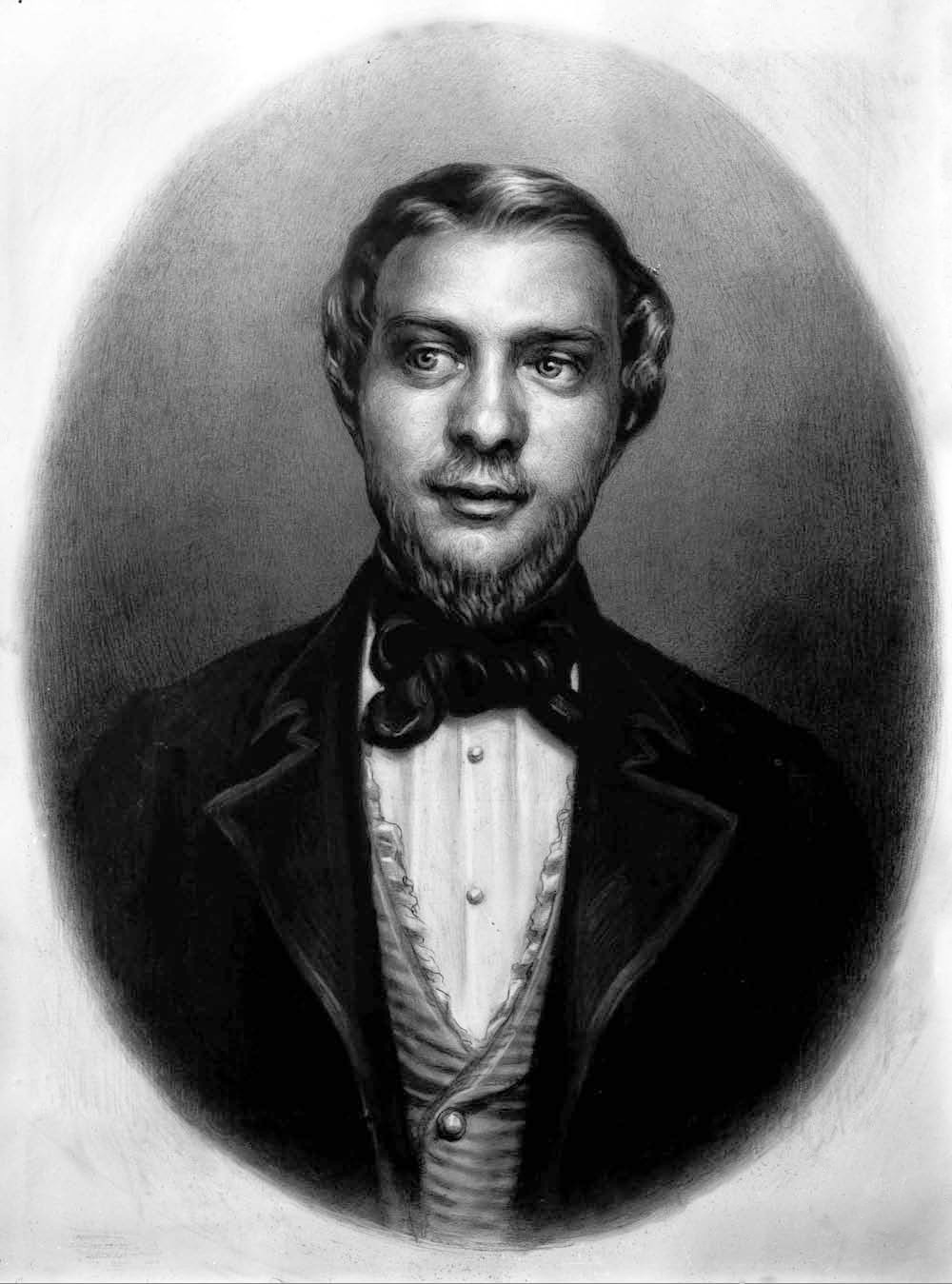
安薩多爾的創辦人，義大利企業家喬凡尼·安薩爾多 (企業家)（Giovanni Ansaldo，攝於1853年時）。

1853年時喬凡尼·安薩爾多（Giovanni Ansaldo）與一群熱那亞商人，成立了喬凡尼·安薩爾多公司（Gio. Ansaldo & C. S.A.S）。剛開始時主要的業務是製造與維修鐵路用零件，但很快地就發展成擁有多座工廠與萬名員工的大企業，並跨足造船工業。
在進入20世紀後，安薩爾多的經營權曾經過多次的改變，但仍維持公司名稱。二戰結束後，芬梅卡尼卡（Finmeccanica，今日的李奧納多公司之前身）開始涉入安薩爾多的營運，並在1993年時完全併購安薩爾多。自此之後安薩爾多不再以獨立公司的型態存在，但直到今日仍有多家李奧納多的子公司，繼續使用著安薩爾多的名稱。

## 產品
- 飛機
- 輪船